# Ярыгин, Владимир Михайлович
Влади́мир Миха́йлович Яры́гин (16 января 1936, с. Пахотный Угол, Бондарский район, Центрально-Чернозёмная область — 16 января 2017, Электросталь, Московская область) — советский передовик промышленного производства, токарь-карусельщик Электростальского завода тяжёлого машиностроения.
Дважды Герой Социалистического Труда (1976, 1985).

## Биография
Отец погиб на фронте в 1942 году. После окончания школы с 1952 года работал на Электростальском заводе тяжелого машиностроения, одновременно окончил ремесленное училище.
Срочную службу проходил в должности старшины команды рулевых сигнальщиков подводной лодки Б-22 Северного флота, затем был переведён на подводную лодку С-84.
После службы вернулся на завод, одновременно с работой окончил школу рабочей молодёжи и техникум, а затем — Тамбовский институт химического машиностроения.
С первых лет работы показал выдающиеся результаты по мастерству токарного дела. Семь раз становился победителем заводских и всесоюзных соревнований по изготовлению особо точных деталей. Впоследствии он и его бригада работала с личным знаком ОТК, выпуская продукцию исключительно высшего качества.

## Общественная работа
Избирался депутатом и членом исполнительного комитета Электростальского городского Совета депутатов трудящихся, членом Московского областного Совета профессиональных союзов, членом парткома завода, членом областного Совета ВОИР, делегатом XXVI съезда КПСС и XVII съезда профсоюзов СССР, делегатом V и VI съездов ВОИР СССР.
С 1985 года до конца жизни — председатель Всероссийского общества трезвости.
С 2010 года — председатель Международного организационного комитета по присвоению почетного звания «Город Трудовой Доблести и Славы»
Почётный Председатель Международного организационного комитета по присвоению почетного звания «Город Трудовой Доблести и Славы» (посмертно)
Похоронен на 2-й части Иванисовского кладбища (село Иванисово).

## Награды и звания
- За успешное выполнение пятилетнего плана, дважды — в 1976 и в 1985 годах Владимир Михайлович был удостоен звания Герой Социалистического Труда.
- Орден «За заслуги перед Отечеством» IV степени (3 ноября 2007 года) — за большой личный вклад в развитие отечественного машиностроения, достигнутые трудовые успехи и многолетнюю добросовестную работу[9].
- За самоотверженный труд и досрочное выполнение заданий 8-й пятилетки в 1971 году награждён орденом Ленина.
- В 1968 году удостоен заводского звания «Мастер — золотые руки».
- В 1982 году присвоено звание «Почётный работник Министерства тяжёлого и транспортного машиностроения».
- Почётный гражданин Московской области (2001)[10].
- Почётный гражданин города Электросталь (2002)[11].

## Память
- Бюст В. Ярыгина установлен в селе Пахотный Угол.
- На доме, где жил Ярыгин (г.Электросталь, ул.Сталеваров, д. 6-б) установлена мемориальная доска.[12]